# Мандриола-Сант'Агостино (Падова)
Мандриола-Сант'Агостино је насеље у Италији у округу Падова, региону Венето.
Према процени из 2011. у насељу је живело 5908 становника. Насеље се налази на надморској висини од 9 м.